# Ctenucha devisum
Ctenucha devisum là một loài bướm đêm thuộc phân họ Arctiinae, họ Erebidae.